# Pfarrhaus (Rod an der Weil)

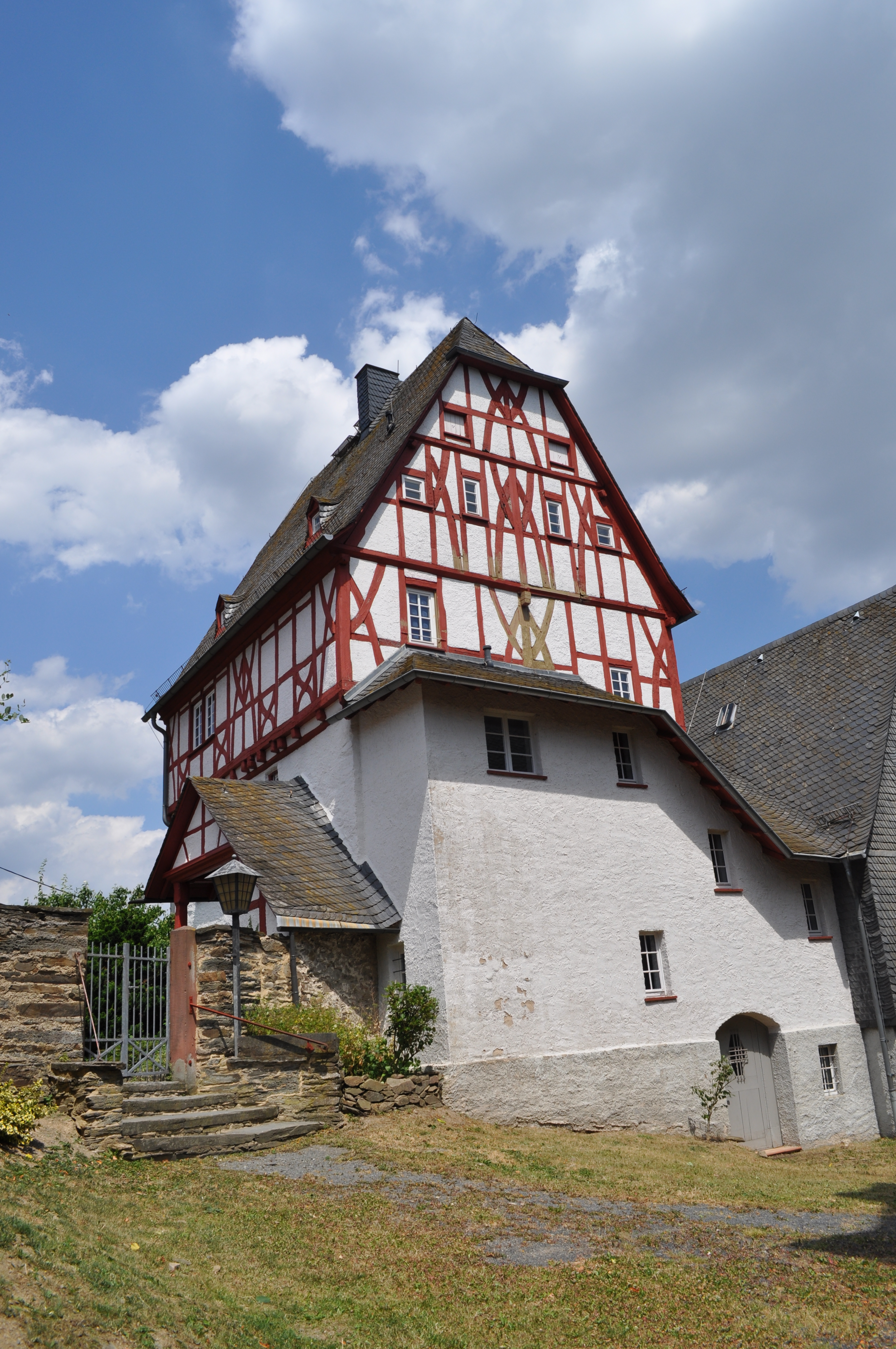
Pfarrhaus

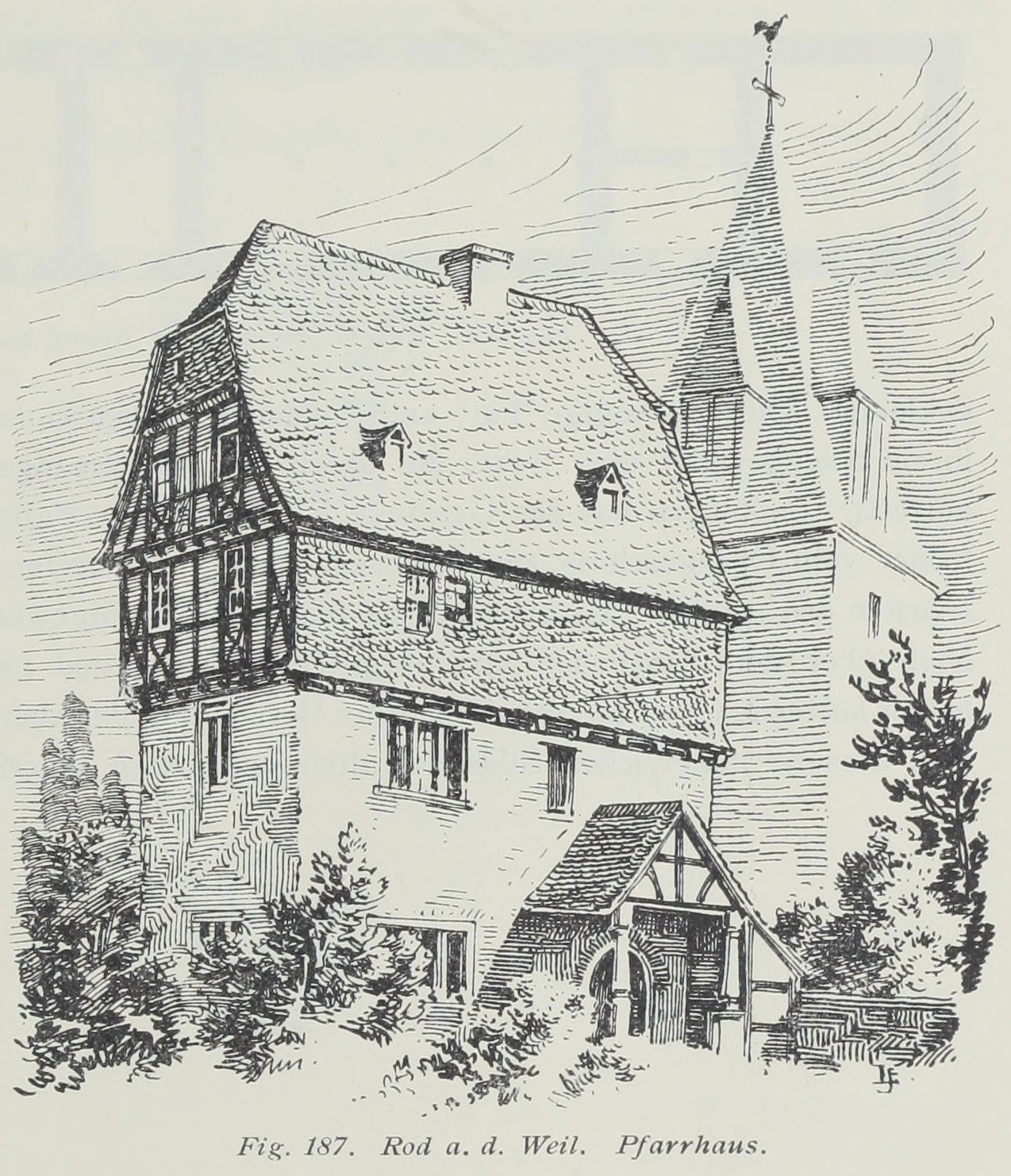
Darstellung des Pfarrhauses bei Ferdinand Luthmer 1905

Das Pfarrhaus in Rod an der Weil ist eines der ältesten noch erhaltenen Pfarrhäuser Hessens und Deutschlands und steht unter Denkmalschutz.
Seit 1297 ist eine Kirche in Rod an der Weil urkundlich bekannt. Bereits der erste Pfarrer, 1283 wird Syfried von Helse genannt, lebte in dem, der Kirche benachbarten Pfarrhaus, dessen älteste Teile auf das 13. Jahrhundert geschätzt werden. Ein umfangreicher Umbau muss 1522 durch Pfarrer Johann Hell erfolgt sein. Eine Inschrift zeugt hiervon.

„Anno Domini 1522 Aedificata est per me Johann Hell“

Das Pfarrhaus war ursprünglich als Festes Haus mit Verteidigungsanlagen konzipiert worden. Fallgitter an den Seiten der spitzbogigen, eisenbeschlagenen Tür, darüber ein Pecherker, kleine vergitterte Fenster und eine „Letzte Zuflucht“, verborgen hinter einem Kamin, werden in Beschreibungen des 19./20. Jahrhunderts noch genannt, bestehen heute aber nicht mehr. Dieses Feste Haus war Hauptgebäude einer geschlossenen Hofreite mit Mauer auf dem Gipfel des Kirchberges.
Im 19. Jahrhundert veränderte sich die Nutzung. 1816 wurde das Pfarrgut verpachtet, 1843 der Zehnte in eine Barzahlung verwandelt. Entsprechend wurde ab 1879 der bäuerliche Hof in ein reines Pfarrhaus umgewandelt und die Nutzgebäude wurden überwiegend abgerissen. Erhalten ist noch die zweitorige Fachwerkscheune. Diese wurde 1768 erstmals erwähnt. Ein dendrologisch auf 1702 datierter Balken stammt wohl aus einem anderen Haus. Die ehemalige Scheune dient seit 2004 als Veranstaltungshaus der Kirchengemeinde.
Das eigentliche Pfarrhaus verfügt über zwei gemauerte Stockwerke aus Bruchsteinen. Die oberen zwei Stockwerke sind in Fachwerkbauweise erbaut. Die Eck- und Bundpfosten sind durch Mannfiguren ausgesteift. Das Sichtfachwerk ist symmetrisch durch Andreaskreuze gegliedert.
Die Gesamtanlage Pfarrhof steht als Kulturdenkmal unter Denkmalschutz.